# Ella Connolly
Ella Connolly (* 13. Juli 2000 in Rockhampton) ist eine australische Leichtathletin, die sich auf den Sprint spezialisiert hat. 2024 wurde sie in Suva Ozeanienmeisterin im 100-Meter-Lauf.

## Sportliche Laufbahn
Erste Erfahrungen bei internationalen Meisterschaften sammelte Ella Connolly im Jahr 2017, als sie bei den Commonwealth Youth Games in Nassau in 24,09 s die Bronzemedaille im 200-Meter-Lauf gewann und sich über 400 Meter in 52,72 s die Silbermedaille sicherte. Anschließend startete sie mit der australischen 4-mal-400-Meter-Staffel bei den Weltmeisterschaften in London und verpasste dort mit 3:28,02 min den Finaleinzug. Im Jahr darauf gewann sie bei den U20-Weltmeisterschaften in Tampere in 3:31,36 min die Silbermedaille mit der Staffel und belegte in 52,82 s den vierten Platz im 400-Meter-Lauf. Anschließend gewann sie beim IAAF Continentalcup in Ostrava in 3:18,55 min gemeinsam mit Steven Solomon, Murray Goodwin und Anneliese Rubie die Bronzemedaille in der Mixed-Staffel hinter den Teams aus Amerika und Afrika. 2022 siegte sie in 11,37 s im 100-Meter-Lauf beim Sydney Track Classic und anschließend siegte sie in 22,61 s über 200 Meter beim Melbourne Track Classic. Anfang Juni gewann sie bei den Ozeanienmeisterschaften in Mackay in 11,53 s die Bronzemedaille über 100 Meter hinter der Neuseeländerin Zoe Hobbs und ihrer Landsfrau Bree Masters und über 200 Meter sicherte sie sich in 23,82 s die Silbermedaille hinter der Neuseeländerin Georgia Hulls. Zudem siegte sie in 44,06 s gemeinsam mit Bree Masters, Monique Quirk und Naa Anang in der 4-mal-100-Meter-Staffel und stellte mit dieser Zeit einen neuen Meisterschaftsrekord auf. im Juli schied sie bei den Weltmeisterschaften in Eugene mit 23,27 s in der ersten Runde über 200 Meter aus und anschließend belegte sie bei den Commonwealth Games in Birmingham in 23,21 s den sechsten Platz und wurde in der 4-mal-100-Meter-Staffel in 43,16 s Vierte. Bei den World Athletics Relays 2024 auf den Bahamas sicherte sie  der 4-mal-100-Meter-Staffel eine Direktqualifikation für die Olympischen Sommerspielen in Paris. Im Juni siegte sie in 11,41 s über 100 Meter bei den Ozeanienmeisterschaften in Suva und im August schied sie bei den Olympischen Sommerspielen in Paris mit 11,29 s im Vorlauf aus. Zudem verpasste sie im Staffelbewerb mit 42,75 s den Finaleinzug.
2025 startete sie im 60-Meter-Lauf bei den Hallenweltmeisterschaften in Nanjing und schied dort mit 7,35 s aus und gewann zudem mit der 4-mal-400-Meter-Staffel in 3:32,65 min gemeinsam mit Ellie Beer, Bella Pasquali und Jemma Pollard die Bronzemedaille hinter den Teams aus den Vereinigten Staaten und Polen.
2022 wurde Connolly australische Meisterin im 100- und 200-Meter-Lauf.

## Persönliche Bestzeiten
- 60 Meter: 7,16 s, 1. Februar 2025 in Sydney
- 100 Meter: 11,25 s (−0,5 m/s), 5. März 2022 in Brisbane
- 200 Meter: 22,95 s (+0,6 m/s), 6. März 2022 in Brisbane
- 400 Meter: 52,21 s, 12. März 2022 in Sydney